# Finley, wóz strażacki
Finley, wóz strażacki  (ang. Finley the Fire Engine) – serial animowany produkcji amerykańskiej z 2006 roku. Zawiera 78 odcinków. Emitowany na antenie CBeebies od 2 czerwca 2008.

## Wersja polska
Opracowanie i udźwiękowienie wersji polskiej: Studio Sonica
Wystąpili:
- Hanna Kinder-Kiss – Finley
- Anna Sroka – Dex
- Janusz Wituch – Gorby
- Mieczysław Morański – Miki
- Beata Jankowska-Tzimas –
  - DJ,
  - Spychuś (odc. 50)
- Jarosław Domin
- Anna Apostolakis-Gluzińska – pani Pługowa (odc. 50)
- Magdalena Krylik
- Brygida Turowska – Pędzik
- Andrzej Chudy –
  - Lyle,
  - Sam (odc. 21)
- Joanna Pach –
  - Jasia,
  - Polly,
  - Śnieżek (odc. 50)
- Jacek Bursztynowicz – Spług
- Mirosława Nyckowska – Lois
- Mikołaj Müller – Kapitan Parker
- Katarzyna Pysiak – Isabela
- Jakub Molęda
- Klementyna Umer – Abby Lekarka
- Grzegorz Drojewski – Rock Safari (odc. 74)

i inni
Śpiewał: Modest Ruciński, Katarzyna Pysiak, Łukasz Talik
Lektorzy:
- Jerzy Dominik (1-47, 63-78)
- Jan Aleksandrowicz (odc. 48-62)

## Spis odcinków
| N/o            | Polski tytuł                                         | Angielski tytuł                               |
| -------------- | ---------------------------------------------------- | --------------------------------------------- |
|                |                                                      |                                               |
| SERIA PIERWSZA |                                                      |                                               |
|                |                                                      |                                               |
| 01             | Na wysypisku                                         | Down in the Dumps                             |
|                |                                                      |                                               |
| 02             | Złośliwy Dex                                         | Dex the Spoilsport                            |
|                |                                                      |                                               |
| 03             | Przeziębienie                                        | Sick Day                                      |
|                |                                                      |                                               |
| 04             | Deficyt paliwa                                       | Gas Shortage                                  |
|                |                                                      |                                               |
| 05             | Współpraca                                           | Odd Coupla Trucks                             |
|                |                                                      |                                               |
| 06             | Nowa ciężarówka                                      | Handi-Truckable Truck                         |
|                |                                                      |                                               |
| 07             | Gdzie wzrok nie sięga                                | The Eyes Have It                              |
|                |                                                      |                                               |
| 08             | Bez pracy nie ma kołaczy                             | Finley Goofs Off                              |
|                |                                                      |                                               |
| 09             | Pędzik zwycięzca                                     | Scooty the Hero                               |
|                |                                                      |                                               |
| 10             | Zwrot do adresata                                    | Return to Sender                              |
|                |                                                      |                                               |
| 11             | Jasia da radę                                        | Jesse Can Do It                               |
|                |                                                      |                                               |
| 12             | Wielkie sprzątanie                                   | Clean Up Time                                 |
|                |                                                      |                                               |
| 13             | Ze zgaszonymi światłami                              | Lights Out                                    |
|                |                                                      |                                               |
| 14             | Talizman Izabelli                                    | Isabelle's Good Luck Charm                    |
|                |                                                      |                                               |
| 15             | Kuzyn Gorbiego                                       | Gorby's Cousin                                |
|                |                                                      |                                               |
| 16             | DJ siłaczka                                          | DJ the Strong                                 |
|                |                                                      |                                               |
| 17             | Przygoda za rogiem                                   | The Gas is Always Greener                     |
|                |                                                      |                                               |
| 18             | Strach ma wielkie reflektory                         | Nightmare On Main Street                      |
|                |                                                      |                                               |
| 19             | Urodziny Dexa                                        | Dex's Birthday                                |
|                |                                                      |                                               |
| 20             | Sposób na czkawkę                                    | Gorby Gets the Hiccups                        |
|                |                                                      |                                               |
| 21             | Po to jesteśmy                                       | That’s What Trucks Are For                    |
|                |                                                      |                                               |
| 22             | Finley i dzwonek                                     | Finley and the Bell                           |
|                |                                                      |                                               |
| 23             | Finley u mechanika                                   | Finley and the Fix-It Shop                    |
|                |                                                      |                                               |
| 24             | Gdy pada deszcz jest nudno                           | It's Raining, It's Boring                     |
|                |                                                      |                                               |
| 25             | Prezent dla Kapitana Parkera                         | Captain Parker's Birthday Present             |
|                |                                                      |                                               |
| 26             | Wielki dzień                                         | The Big Dig                                   |
|                |                                                      |                                               |
| 27             | Pokazy strażackie                                    | Fire Drilled                                  |
|                |                                                      |                                               |
| 28             | Miki na lodzie                                       | Miguel on Ice                                 |
|                |                                                      |                                               |
| 29             | Stary wóz                                            | Old-Mobile                                    |
|                |                                                      |                                               |
| 30             | Rywalizacja                                          | Trucking Rivalry                              |
|                |                                                      |                                               |
| 31             | Smacznego i na zdrowie                               | Junk Oil Funk                                 |
|                |                                                      |                                               |
| 32             | Skrzydlaty przyjaciel Gorby’ego                      | Gorby's Egg                                   |
|                |                                                      |                                               |
| 33             | Co dla Was nic nie warte dla innych może być skarbem | One Truck's Trash is Another Truck's Treasure |
|                |                                                      |                                               |
| 34             | Wielki rożek Izabelli                                | Isabelle's Big Cone                           |
|                |                                                      |                                               |
| 35             | Nowa zabawka Finleya                                 | Finley's New Toy                              |
|                |                                                      |                                               |
| 36             | Bezsenność w Przyjaciółkowie                         | Sleepless in Friendlyville                    |
|                |                                                      |                                               |
| 37             | Dobra robota                                         | A Job Well Done                               |
|                |                                                      |                                               |
| 38             | Leśne czyściochy                                     | Whole Lotta Litter Going On                   |
|                |                                                      |                                               |
| 39             | Wyzwanie                                             | I Dare Ya                                     |
|                |                                                      |                                               |
| 40             | Wiadomość z ostatniej chwili                         | Stop the Presses                              |
|                |                                                      |                                               |
| 41             | Nie osądzaj ciężarówki po wyglądzie                  | Don't Judge a Truck by its Wheel Cover        |
|                |                                                      |                                               |
| 42             | Konsekwencje żartów                                  | Tricks and Consequences                       |
|                |                                                      |                                               |
| 43             | Dzień zamiany                                        | Ride a Mile in My Tyres                       |
|                |                                                      |                                               |
| 44             | Czy już jesteśmy?                                    | Are We There Yet?                             |
|                |                                                      |                                               |
| 45             | Wybacz i zapomnij                                    | Forgive and Forget                            |
|                |                                                      |                                               |
| 46             | Pada śnieg czy nie pada?                             | Weather or Not                                |
|                |                                                      |                                               |
| 47             | Złapać złodzieja                                     | To Catch a Thief                              |
|                |                                                      |                                               |
| 48             | Na pomoc królikom                                    | Is There No Bunny Home?                       |
|                |                                                      |                                               |
| 49             | Zielone, czerwone                                    | Red Light, Green Light                        |
|                |                                                      |                                               |
| 50             | Dzielenie się                                        | Sharing and Caring                            |
|                |                                                      |                                               |
| 51             | Znalezione, nie kradzione                            | Finders Keepers                               |
|                |                                                      |                                               |
| 52             | Wielkie swędzenie                                    | Truck Scratch Fever                           |
|                |                                                      |                                               |
| 53             | Kółkiem po mapie                                     | You Can Get There from Here                   |
|                |                                                      |                                               |
| 54             | Chłopaki nie płaczą?                                 | Big Trucks Don’t Cry                          |
|                |                                                      |                                               |
| 55             | Ogródek Spłuka                                       | Suds' Garden                                  |
|                |                                                      |                                               |
| 56             | Lepka Jessie                                         | Messy Jesse                                   |
|                |                                                      |                                               |
| 57             | Gra, że hej                                          | It's No Game                                  |
|                |                                                      |                                               |
| 58             | Nieważny jest wynik, ważna jest gra                  | It's Not Whether You Win or Lose              |
|                |                                                      |                                               |
| 59             | Inny nieznaczy gorszy                                | The Big Parade                                |
|                |                                                      |                                               |
| 60             | Chcieć albo musieć                                   | No Fun for Finley                             |
|                |                                                      |                                               |
| 61             | Wyobraźnia na torach                                 | Training Day                                  |
|                |                                                      |                                               |
| 62             | Rybka Finleya                                        | Finley's Fish                                 |
|                |                                                      |                                               |
| 63             | Droga do kompromisu                                  | Bunk Mates                                    |
|                |                                                      |                                               |
| 64             | Gwiezdne wozy                                        | Star Trucks                                   |
|                |                                                      |                                               |
| 65             | Piraci z Przyjaciółkowa                              | Ahoy There, Trucko                            |
|                |                                                      |                                               |
| 66             | Zaśpiewajmy                                          | Sing a Song                                   |
|                |                                                      |                                               |
| 67             | Jasia artystka                                       | Jesse's Art Lesson                            |
|                |                                                      |                                               |
| 68             | Figury wokół nas                                     | The Shape of Things                           |
|                |                                                      |                                               |
| 69             | Finley rośnie i rośnie                               | Big Wheel Finley                              |
|                |                                                      |                                               |
| 70             | Trąbienie czyni cuda?                                | Honking Mad                                   |
|                |                                                      |                                               |
| 71             | Niedzielne brudasy                                   | Clean Machines                                |
|                |                                                      |                                               |
| 72             | Maską w maskę z Maksem                               | As Good as Your Word                          |
|                |                                                      |                                               |
| 73             | Słoneczny problem                                    | Sunburned                                     |
|                |                                                      |                                               |
| 74             | Safari                                               | Safari, So Goodie                             |
|                |                                                      |                                               |
| 75             | Mieszczuchy na gospodarstwie                         | Barnyard Breakout                             |
|                |                                                      |                                               |
| 76             | Dinozaury z wyobraźnią                               | Truckosaurus Wrecks                           |
|                |                                                      |                                               |
| 77             | Opiekunka                                            | Adventures in Trucksitting                    |
|                |                                                      |                                               |
| 78             | Finley bohaterem                                     | Finley the Hero                               |
|                |                                                      |                                               |

## Opisy odcinków
- 1. Pomagając Gorbiemu, Finley i jego przyjaciele uczą się, na czym polega recykling.
- 2. Lubiący niszczyć rzeczy Dex zrobi wszystko, by zepsuć zabawę przyjaciół wozu strażackiego. Ale Finley i przyjaciele zapraszają Dexa do wspólnej zabawy.
- 3. Finley chce wziąć udział w wyścigu, mimo iż nie czuje się najlepiej.
- 4. Finley i kilku jego kolegów tankują tak dużo benzyny, że dla innych aut nie zostawiają prawie nic. Uczą się dzięki temu, na czym polega dzielenie się.
- 5. Finley i Dex wyjeżdżają razem na obóz dla skautów, gdzie uczą się ze sobą współpracować.
- 6. Finley poznaje ciężarówkę, która nie potrafi sama jeździć. Odkrywa jednak, że niezwykła ciężarówka ma za to inne umiejętności.
- 7. Jesse nie chce przyznać, że potrzebuje okularów.
- 8. Finley obija się, zamiast uczyć się przed testem na swoje strażackie umiejętności, przez co ponosi klęskę.
- 9. Pędzik przypisuje sobie zasługę za wyścig, którego nie wygrał.
- 10. Miki chce zrezygnować z tego, co robił do tej pory, tylko dlatego, że popełnił kilka błędów.
- 11. Jasia traci pewność siebie i obawia się, że nie ma siły, by wciąż być pomocą drogową. Nie wie, że wystarczy, by uwierzyła w siebie.
- 12. Finleya ciągle coś rozprasza, przez co nie wykonał ważnego zadania i nie posprzątał w remizie. Przez to pojawią się problemy - podczas akcji ratunkowej strażacy nie mogą znaleźć ważnej rzeczy.
- 13. Isabela wstydzi się przyznać, że śpi przy zapalonym świetle i robi wszystko, co może, by nie rano nie zaspać.
- 14. Isabela jest przekonana, że jej nowy znaczek na maskę przynosi jej szczęście. Obawia się, że będzie miała pecha, gdy go zgubi.
- 15. Gorbi czuje się gorszy od swojego błyszczącego i wygrywającego wszystkie nagrody kuzyna. W końcu uświadamia sobie, że jest wyjątkowy i nie musi się z nikim porównywać.
- 16. DJ zapisuje się na konkurs najsilniejszego wozu. Później nie chce mu się rywalizować, gdy odkrywa, że i tak nie wygra.
- 17. Finley stwierdza, że w jego miasteczku nie ma dość dużo ciekawych rzeczy, postanawia je zatem opuścić. Później się jednak boi i tęskni za domem - zaczyna doceniać to, co porzucił.
- 18. Skaut ma koszmary po tym, jak zobaczył przerażający film.
- 19. Dex, przechwala się jakie wspaniałe będzie mieć przyjęcie urodzinowe. Zaprosi tylko najwspanialsze wozy, a nie te zwykłe, które zapraszał do tej pory.
- 20. Gorbi ma straszną czkawkę. Wozy pomagają mu się jej pozbyć zanim rozpocznie się gra.
- 21. DJ zniszczył łopatę, ale nie chce pomocy – naprawi ją sam.
- 22. Finley nic sobie nie robi z rad Kapitana Parkera i zabiera dzwonek z remizy strażackiej.
- 23. Finley boi się przeglądu swojego wozu.
- 24. Co można robić w deszczowy dzień?
- 25. Finley nie jest zadowolony z prezentu własnej roboty dla Kapitana Parkera.
- 26. Dex chce sobie odpocząć i myśli, że uda mu się zmusić przyjaciół, by wykonali za niego obowiązki. Okazało się, że chcieli pomóc i bawili się lepiej niż on.
- 27. Kiedy straszny pożar nawiedza garaż DJ-a, Finley postanawia nauczyć ciężarówki czegoś na temat bezpieczeństwa przeciwpożarowego.
- 28. Owce zachwycają wszystkich tańcem disco, ale największą gwiazdą, jak zawsze, jest Traktor Tom.
- 29. Finley jest bardzo przejęty, gdyż spędzi dzień z dużo starszym od siebie wozem strażackim. Okaże się, że wóz wiele go nauczy.
- 30. Finley musi przez cały dzień opiekować się wozem – niemowlakiem. Zaczyna zazdrościć, że maluch dostaje całą uwagę otoczenia.
- 31. Gorbi jadł ostatnio za dużo niezdrowego oleju i kiepsko się czuje. W końcu dowiaduje się czegoś na temat składników odżywczych.
- 32. Gorbi i jego przyjaciele otrzymują lekcję opiekowania się jajkiem.
- 33. DJ niszczy coś, co należało do Gorbiego, ale nic sobie z tego nie robi do czasu, gdy jedna z jej rzeczy również zostaje zniszczona.
- 34. Isabeli nie podoba się sposób, w jaki wyszedł na zdjęciu jej rożek.
- 35. Finley dostaje nową zabawkę i zaczyna ignorować Skauta.
- 36. Pan Dzwonek nie może zasnąć.
- 37. Bohaterowie muszą namalować pasy na autostradzie.
- 38. Ciężarówki uważają, że śmiecenie nie jest niczym złym. Później jednak zmieniają zdanie, gdy odwiedzają pole kempingowe, na którym jest pełno śmieci.
- 39. Dex zachęca Finleya, by ten zrobił coś lekkomyślnego.
- 40. Ciężarówka – reporter przybywa do Przyjaciółkowa, by zebrać materiały do artykułu o ciężarówkach. Kiedy jednak bohaterowie zaczynają marzyć o sławie i rozgłosie, reporter traci ochotę na pisanie.